# Vương hoàng hậu (Hán Cảnh Đế)
Hiếu Cảnh Vương hoàng hậu (chữ Hán: 孝景王皇后; 178 - 126 TCN), thường gọi Hiếu Cảnh Thái hậu (孝景太后), là Hoàng hậu thứ hai của Hán Cảnh Đế Lưu Khải. Bà là sinh mẫu của Hán Vũ Đế Lưu Triệt trứ danh trong lịch sử Trung Quốc.

## Thân thế
Trong Sử ký lẫn Hán thư, Hoàng hậu sinh năm  178 TCN và tên gọi ra sao đều không được truyền lại. Sử ký tác ẩn (史记索隐) của Tư Mã Trinh ghi bà có khuê danh Vương Chí (王娡). Sách Hán Vũ cố sự cho biết bà được gọi là Xu Nhi (姝儿), sách Tính thị thư biện chứng (姓氏書辨證) cho biết bà có húy là Chí, biểu tự A Du (阿渝).
Vương thị người Hữu Phù Phong (右扶風), thôn Hòe Lý (槐里) (nay ở Hàm Dương, Thiểm Tây). Cha là Vương Trọng (王仲), mẹ bà là Tạng Nhi (臧兒), cháu của Yên vương Tạng Đồ thời Hán Sở. Tạng Nhi kết hôn với Vương Trọng sinh được 1 trai 2 gái là Vương Tín (王信), Vương thị và Vương Tức Hủ (王息姁). Vương Trọng mất, Tạng Nhi lại tái giá với họ Điền ở Trường Lăng (Thiểm Tây), sinh ra hai con trai là Điền Phấn (田蚡) và Điền Thắng (田勝). Thời Hán Văn Đế, Vương thị được gả cho Kim Vương Tôn (金王孫) ở gần nhà, sinh ra một người con gái tên là Kim Tục (金俗).
Tạng Nhi vốn xuất thân trong nhà quyền quý, tuy gia thế sa sút nhưng không muốn con gái mình làm vợ người bình dân. Theo lời thầy bói đoán về hậu vận phú quý của Vương thị, Tạng Nhi gọi con gái về, yêu cầu ly hôn với Kim Vương Tôn. Nhà họ Kim phản đối không chịu làm thủ tục. Tạng Nhi bèn giữ con gái ở nhà, âm thầm giấu cuộc hôn nhân này và cho con nhập cung hầu hạ Hoàng thái tử Lưu Khải, được làm Mỹ nhân (美人).

## Tiền trình

### Nhập cung Hán
Vương thị nổi tiếng xinh đẹp, sắc nước nghiêng trời, chỉ cần liếc qua trong nháy mắt, cũng đủ làm cả đời xao xuyến. Với nhan sắc và tài nghệ của mình, Vương thị đã được Lưu Khải sủng hạnh bậc nhất, bà liên tiếp sinh dục nên ân sủng không hề suy giảm. Khi Hán Văn Đế sắp băng, Vương thị đang có thai, thường nằm mơ thấy một vầng thái dương lao vào bụng, bèn tâu việc đó lên Cảnh Đế, Cảnh Đế cho rằng đó là điềm vinh hiển.
Năm Hán Văn Đế Hậu Nguyên năm thứ 7 (157 TCN), Hán Văn Đế băng hà. Năm sau (156 TCN), Lưu Khải kế vị, tức là Hán Cảnh Đế, lập Thái tử phi Bạc thị làm Hoàng hậu, Vương thị được phong làm Phu nhân. Sau đó, bà hạ sinh ra hoàng tử thứ 11, chính là Lưu Triệt. Đây là người con trai duy nhất của bà, ngoài ra còn có 3 người con gái nữa, trong đó Bình Dương công chúa là chị của Lưu Triệt, Long Lự công chúa là em gái, còn người con gái giữa là Nam Cung công chúa không rõ chào đời trước hay sau Lưu Triệt.
Vương phu nhân và anh trai Vương Tín là nhân tố quan trọng làm dịu cơn tức giận của Cảnh Đế trong vấn đề truyền ngôi cho Lương vương Lưu Vũ, vốn được ủng hộ bởi Đậu Thái hậu. Khi đó, Lương vương cử một người tên Trâu Dương giải quyết việc này. Trâu Dương bèn nhờ cậy anh của Vương phu nhân là Vương Tín, nói rằng: "Ta lén nghe nói em gái ngài ở trong cung được Bệ hạ sủng hạnh, thiên hạ không ai so được về sự sủng ái. Bây giờ triều đình đang tra vụ án Viên Áng bị ám sát, Lương vương sợ bị lấy tội mà chết. Ngài biết đó, nếu Vương chết, Thái hậu sẽ bi phẫn, tức sẽ không yên, tìm cách trút giận và tội lên các đại thần. Ta lo lắng cho sự an nguy của ngài, không thể không có góp vài lời". Thấy Vương Tín đang suy tư, Trâu Dương bèn nói: "Việc này, ngài hãy góp lời khuyên bảo Bệ hạ, khiến sự việc tránh liên lụy đến Lương vương, như vậy ngài cùng Thái hậu sẽ kết thâm ân tình, mà nếu thế thì Vương phu nhân địa vị trong cung sẽ vừa có Bệ hạ sủng ái, lại vừa có Thái hậu yêu thích. Thật là trăm điều lợi a!". Vương Tín nghe thế, liền làm theo, nhờ vậy mà Lương vương không bị trách tội, hơn nữa mối quan hệ giữa Vương phu nhân và Đậu Thái hậu được củng cố.
Năm Hán Cảnh Đế Tiền nguyên thứ 4 (153 TCN), Hán Cảnh Đế lập Hoàng trưởng tử Lưu Vinh, con trai Lịch cơ làm Hoàng thái tử. Cùng năm đó, Lưu Triệt mới 4 tuổi được phong làm Giao Đông vương (膠東王). Điều đặc biệt là, theo lệ nhà Hán, mẫu thân của các Chư hầu Vương chỉ được gọi là Vương Thái hậu sau khi Hoàng đế băng hà, nhưng Vương phu nhân ngay lúc Giao Đông vương được lập, đã được ân chuẩn phong làm Giao Đông vương Thái hậu (膠東王太后).

### Giúp con lên ngôi Thái tử
Khi đó, chị cùng mẹ của Hán Cảnh Đế, Quán Đào công chúa Lưu Phiếu, muốn gả con gái là Trần thị cho Thái tử Lưu Vinh, nhưng Lịch Cơ không những không đồng ý, còn từ chối một cách thô bạo. Điều đó khiến cả Công chúa nổi giận, nên Công chúa quay sang nghị hôn với Giao Đông vương Thái hậu. Khi ấy Vương thị muốn tìm chỗ dựa nên nhận lời thông gia với Công chúa. Hiển nhiên, Công chúa ủng hộ con rể tương lai thay ngôi Thái tử, để con gái được làm Thái tử phi, sau này là Hoàng hậu Đại Hán.
Việc Giao Đông vương Thái hậu giúp con trai Lưu Triệt được lưu truyền rộng rãi nhất thông qua câu chuyện nổi tiếng trong Hán Vũ cố sự. Có một truyền thuyết liên quan đến việc này, chính là Kim ốc tàng Kiều (金屋藏嬌), tức "nhà vàng cất người đẹp". Đây là một câu ngạn ngữ nổi tiếng, được biết đến như một lời định ước của phu quân đối với nguyên phối thê tử, là một trong những câu ngạn ngữ cổ điển trong văn hóa Trung Quốc.
Nguyên văn:
| “              | 漢景皇帝王皇后，納太子宮，得幸，有娠，夢日入其懷，景帝亦夢高。高祖謂己曰：「王美人得子，可名爲彘。」及生男，因名焉。是爲武帝。帝以乙酉年七月七日旦生於猗蘭殿。年四歲，立爲膠東王。數歲，長公主嫖抱置膝上，問曰：「兒欲得婦不？」膠東王曰：「欲得婦。」長主指左右長御百餘人，皆云不用。末指其女問曰：「阿嬌好不？」於是乃笑對曰：「好！若得阿嬌作婦，當作金屋貯之也。」長主大悅，乃苦要，上遂成婚焉。皇后既廢，栗姬次應立，而長主伺其短，輒微白之。上嘗與栗姬語屬諸姬子曰：「吾百歲後善視之」，栗姬怒弗肯應。又罵上老狗，上心銜之，未發也。長主日譖之，因譽王夫人男之美。王夫人陰告長主，使大臣請立栗姬爲後，上以爲栗姬諷之，遂發怒誅大臣、廢太子爲王。栗姬自殺，遂立王夫人爲後。膠東王爲皇太子，時年七歲，上曰：「彘者徹也。」因改徹。 ... Hán Cảnh Hoàng đế Vương Hoàng hậu, khi còn ở Thái tử cung, được sủng hạnh, có thai. Một tối, Đế nằm mơ thấy Cao Tổ nói rằng:「"Vương phu nhân nếu sinh là con trai, đặt tên là Trệ"」. Quả nhiên sinh ra con trai, lấy đó làm tên, đó chính là Vũ Đế. Năm ấy là năm Ất Dậu, ngày 7 tháng 7, (Vũ Đế) được sinh ra tại Y Lan điện. Năm 4 tuổi, lập làm Giao Đông vương. Một lần, Trưởng công chúa Phiêu ôm vào lòng rồi hỏi:「"Con có muốn lấy vợ không?"」. Giao Đông vương nói:「"Có"」. Trưởng chúa chỉ vào đám đông hơn trăm người đứng cạnh gợi ý tiếp:「"Muốn người nào?"」. Giao Đông vương đều nguầy nguậy lắc đầu, tỏ ý không ưng. Trưởng chúa lại chỉ tay về phía con gái mình, rồi hỏi:「"Ta gả A Kiều làm vợ cho con được chăng?"」. Giao Đông vương nhoẻn cười đáp:「"Được ạ! Nếu lấy được A Kiều làm vợ, con sẽ cho đúc nhà vàng để cho nàng ở"」. Trưởng chúa rất vui, bèn nói với Thượng (tức Hán Cảnh Đế), do đó hôn sự ban thành. Khi đó Hoàng hậu không con, lập con trai của Lịch Cơ làm Thái tử. Hoàng hậu đã bị phế, Lịch Cơ vị thứ, đáng nên lập, nhưng Trưởng chúa can thiệp, Lịch Cơ không vui, có buôn lời trách mắng để bụng. Thượng giao muốn phó các con trai chư vị Cơ thiếp giao Lịch Cơ, nói:「"Sau khi ta mất thì hãy chăm chúng nó"」, Lịch Cơ giận không đáp ứng, còn mắng Thượng như "Lão cẩu", Thượng để tâm. Trưởng chúa to nhỏ với Thượng, lại thấy con trai của Vương phu nhân có dung mạo đẹp, mà Vương phu nhân hiệp cùng Trưởng chúa, mật sai đại thần khuyên lập Lịch Cơ làm Hoàng hậu, Thượng cho rằng Lịch Cơ ở sau giật dây, phát nộ giết đại thần, rồi phế Thái tử làm Vương. Lịch Cơ tự sát, lập Vương phu nhân làm Hoàng hậu. Giao Đông vương làm Thái tử, khi đó 7 tuổi. Trong chiếu viết:「"Trệ, cũng là Triệt"」. Do đó cải tên thành Triệt. | ” |
| — Hán Võ cố sự | |   |

Quán Đào công chúa thường khen ngợi Lưu Triệt trước mặt Cảnh Đế, khiến Cảnh Đế càng thêm thương yêu Lưu Triệt. Lịch Cơ được sủng ái, lại có con làm Thái tử nên tỏ ra ngạo mạn. Quán Đào công chúa nhân cơ hội gièm pha: "Lịch Cơ cùng các quý phu nhân, sủng cơ khác tụ tập. Sau lưng thường sai cung nữ dùng tà thuật nguyền rủa", Cảnh Đế nghe vậy, nhưng niệm tình cảm phu thê nhiều năm với Lịch Cơ nên không để bụng. Tuy nhiên vào một ngày Cảnh Đế không khỏe, trong lòng không vui, cho gọi Lịch Cơ dò xét, đem những con trai đã phong Vương cậy nhờ Lịch Cơ, nói: "Trẫm sau này trăm tuổi quy thiên, nàng hãy chiếu cố bọn chúng!". Thế nhưng Lịch Cơ không chịu đáp ứng, hơn nữa còn đối đáp lỗ mãng. Cảnh Đế trong lòng thập phần bất mãn, chỉ là không bộc phát.
Năm Hán Cảnh Đế Tiền Nguyên thứ 6 (151 TCN), Giao Đông vương Thái hậu dùng xảo thuật lui trước tiến sau, cùng Quán Đào công chúa xúi giục các đại thần ủng lập Lịch cơ làm Hậu. Quan đại thần Đại Hành nghe theo, kiến nghị điều này lên Cảnh Đế. Cảnh Đế đang không vừa lòng Lịch Cơ, cho rằng Đại Hành bị Lịch cơ xúi giục nên tức giận sai xử tử. Đồng thời, Cảnh Đế xuống chiếu phế truất Thái tử Lưu Vinh, giáng làm Lâm Giang vương. Lịch Cơ phẫn uất qua đời. Tháng 4, ngày Ất Tỵ, Vương thị được sách lập Kế hậu. Ngày Đinh Tỵ, Lưu Triệt với thân phận đích tử, được Cảnh Đế phong làm Thái tử. Còn 3 vị công chúa của bà được phong làm Dương Tín công chúa, Nam Cung công chúa và Long Lự công chúa, anh trai bà Vương Tín được phong Cái hầu (盖侯).

### Cả đời vinh quang
Năm 141 TCN, tháng giêng, Hán Cảnh Đế băng hà, Lưu Triệt lên lên ngôi, tức Hán Vũ Đế. Vương hoàng hậu được tôn làm Hoàng thái hậu. Tháng 3 năm đó, mẹ của Thái hậu là Tạng Nhi, ngoại tổ mẫu của Vũ Đế, cũng được phong làm Bình Nguyên quân (平原君); các em cùng mẹ khác cha của Vương Thái hậu là Điền Phấn được phong làm Vũ An hầu (武安侯), Điền Thắng làm Chu Dương hầu (周陽侯).
Khi đó Điền Phấn trở nên hiển quý, được nhiều kẻ xu nịnh. Lúc này Hán Vũ Đế còn chưa đặt Thừa tướng và Thái úy, Điền Phấn liền muốn tranh giành. Một môn khách của Điền Phấn nói rằng: "Ngụy Kỳ hầu (Đậu Anh) hiển quý đã thật lâu, người trong thiên hạ mới luôn luôn quy phụ hắn. Công vừa mới quý thịnh, không thể cùng Ngụy Kỳ hầu so sánh, nhưng nếu Ngụy Kỳ hầu làm Thừa tướng, thì công nhất định làm Thái úy. Địa vị của Thừa tướng và Thái úy tương đương nhau, Công nếu được Thái úy, thì thanh thế sẽ thịnh". Nghe thế, Điền Phấn thông qua ảnh hưởng bởi Vương Thái hậu, cuối cùng thực sự trở thành Thái úy.
Vương Thái hậu còn 1 người con gái với nhà họ Kim là Kim Tục ở Trường Lăng, tuy nhiên khi Thái hậu được tôn, không ai dám nhắc chuyện này. Mãi về sau, đại thần Hàn Yên (韩嫣) bẩm Hán Vũ Đế, Hoàng đế khẩn trương đánh xe thân hành đến Trường Lăng rước chị. Khi xa giá đến, Hoàng đế sai tả hữu mời Kim thị, nhưng gia đình Kim thị đều hoảng sợ, còn Kim thị thậm chí có ý đào tẩu. Tả hữu ngăn được Kim thị, đưa Kim thị đến trình diện Hoàng đế, thì Hoàng đế hỏi: "Đại tỷ, vì sao tỉ lại lẩn trốn đến như vậy?". Sau đó, Vũ Đế đưa Kim thị đến Trường Lạc cung, hai mẹ con Vương Thái hậu gặp lại nhau thì khóc thảm. Sau đó, Hán Vũ Đế cấp cho chị mình 10.000 quan tiền, cả trăm kẻ hầu nô tỳ và 100 mẫu ruộng. Bên cạnh đó, ông ban cho chị mình phong hiệu Tu Thành quân (修成君). Kim thị vốn đã xuất giá có 1 nam 1 nữ; con gái về sau gả cho Thế tử của Hoài Nam vương Lưu An tên là Lưu Thiên (刘迁), con trai tên Tu Thành Tử Trọng (修成子仲), cậy được Vương Thái hậu dung túng mà rất hoành hành ở kinh sư.
Đại thần Hàn Yên, vốn khi Hán Vũ Đế còn là Giao Đông vương đã cùng nhau học tập, đến khi Vũ Đế đăng vị thì ngày càng trở nên thận cận. Có lần, Giang Đô vương Lưu Phi (刘非) đến triều bái kiến, theo lịch sẽ cùng Hoàng đế đến Vườn thượng uyển để săn thú. Xa giá Hoàng đế chưa xuất phát, đã lệnh Hàn Yên cưỡi Phó xa dẫn trăm nghi binh đi dò xét dã thú trước. Giang Đô vương từ xa trông thấy, tưởng Hoàng đế đã tới, bèn cùng cận thần hành đại lễ ven đường, Hàn Yên cư nhiên không thấy mà đi thẳng. Giang Đô vương tức giận, khóc lóc với Vương Thái hậu kể lại sự tình, từ đó Vương Thái hậu căm ghét Hàn Yên. Hành tung của Hàn Yên cứ thể xảy ra lỗi, bị Vương Thái hậu bắt thóp và ép Hoàng đế phải ban chết Hàn Yên, dù Hoàng đế rất cầu tình nhưng vẫn ngậm ngùi xử tử người bạn thuở nhỏ.
Năm Nguyên Sóc thứ 3 (126 TCN), tháng 6, ngày Canh Ngọ, Hoàng thái hậu Vương thị băng thệ, được hợp táng với Hán Cảnh Đế ở Dương lăng (陽陵), thụy hiệu là Hiếu Cảnh Hoàng hậu (孝景皇后).

## Trong văn hóa đại chúng
| Phim truyền hình               | Diễn viên     |
| 《Đại Hán hiền hậu Vệ Tử Phu》 | Du Tiểu Phàm  |
| 《Mỹ nhân tâm kế》             | Vương Lệ Khôn |
| 《Hán Vũ đại đế》              | Tống Hiểu Anh |
| 《Hán Vũ thiên tử》            | Lý Kiến Quần  |
| 《Đông Phương Sóc》            | Đào Tuệ Mẫn   |
| 《Đại Hán thiên tử》I          | Từ Lâm        |
| 《Đại Hán thiên tử》III        | Ô Thiên Thiên |